# Neville Calistro
 (septembre 2022).
Neville Calistro, alias The Mighty Chief, est originaire et chef du village indigène de Kabakaburi, sur le cours supérieur de la rivière Pomeroon, dans la Pomeroon-Supenaam. Calistro est connu comme artiste guyanien issu de la nation indigène Arawak. Neville Calistro est le premier de son peuple à chanter le calypso de manière professionnelle. Il est au début des années 2020 considéré par Guyana Chronicle comme l'un des meilleurs dans ce domaine.
Neville Calistro joue le rôle de Michael Lamazon dans la pièce de théâtre Journey to Freedom.
En 1986, il est élu député du Haut-Pomeroon et entre au parlement du Guyana.